# Llanes (stacja kolejowa)
Llanes (hiszp: Estación de Llanes) – stacja kolejowa w miejscowości Llanes, we wspólnocie autonomicznej Asturia, w Hiszpanii.
Jest obsługiwana przez regionalne pociągi wąskotorowe Ferrocarriles de Vía Estrecha (FEVE).

## Położenie stacji
Znajduje się na linii wąskotorowej Oviedo – Santander w km 430,1, pomiędzy stacjami Poo i San Roque del Acebal, na wysokości 16 m n.p.m.

## Historia
Została oddana do użytku w dniu 20 lipca 1905 roku wraz z uruchomieniem odcinka Arriondas-Llanes linii między Oviedo i Llanes. Prace były prowadzone przez Compañía de los Ferrocarriles Económicos de Asturias. Otwarcie trasy zbiegło się z przybyciem do miasta innej trasy, tym razem z Kantabrii łączącej Santander i Llanes którego budową zajęła się Compañía del Ferrocarril Cantábrico. Obie firmy zgodziły się wspólnie wykorzystywać linię łączącą Asturię i Kantabrię. Od 1972 do 2013 była zarządzana przez FEVE.

## Linie kolejowe
- Oviedo – Santander – linia wąskotorowa Ferrocarriles de Vía Estrecha